# Magnacavallo
Magnacavallo är en ort och kommun i provinsen Mantua i regionen Lombardiet i Italien. Kommunen hade 1 509 invånare (2018).